# Microcredit Summit Campaign
Microcredit Summit Campaign — американская некоммерческая организация, ставящая перед собой цель объединить усилия микрокердитных компаний, жертвующих организаций, международных финансовых учреждений, некоммерческих организаций и других, связанных с микрокредитованием учреждений вокруг цели снижения уровня бедности в мире. Организована в 1997 году.

## История
У истоков создания организации стояли Мухаммад Юнус, Сэм Дэйли-Харрис и Джон Хэтч. Были поставлены две основные цели:
| - Работа по обеспечению 175 миллионов беднейших семей в мире, особенно женщин из этих семей, доступными кредитами на самозанятость и другие финансовые и деловые нужды к концу 2015 года. - Работа, направленная на то, чтобы уровень дохода 100 миллионов беднейших семей поднялся выше 1,25 доллара США в день с поправкой на паритет покупательной способности (ППС), в период между 1990 и 2015 годами. |

Первый саммит организованный Microcredit Summit Campaign прошел со 2 по 4 февраля 1997 года в Вашингтоне и собрал около 3000 человек из 197 стран мира. Вступительную речь произнесла Хиллари Клинтон.
Итогом встречи стал запуск «компании» по обеспечению доступа к микрокредитованию 100 млн беднейших семей в мире к 2005 году.

## Статистические показатели рынка
К 31 декабря 2010 года, согласно исследованиям компании, в мире насчитывалось около 3600 микрофинансовых учреждений, с общим объемом клиентов более 205 млн человек. Из этих учреждений в Африке — 1009, в Азии и Тихоокеанском регионе — 1746, в Латинской Америке — 647, на Ближнем Востоке — 250, такие регионы как Северная Америка, Западная и Восточная Европа, а также Центральная Азия — располагают единичными учреждениями.
Согласно докладу Summit Campaign 2012, из общего числа клиентов мирового микрофинансового сектора, охваченных в 2010 году, 137,5 млн человек относились к беднейшим слоям общества и 82,3 % (113 100 000) из них были женщины. При этом следует отметить, что 89 % клиентов из 137,5 млн беднейших людей планеты, обслуживалось 85 крупнейшими микрофинансовыми компаниями в мире.
Так же была представлена следующая таблица характеризующая рынок микрокредитования беднейших слоев населения:
| Размер компании (по количеству беднейших клиентов) | Количество таких компаний | Общее количество беднейших клиентов в компаниях такого формата | Процент от общего количества беднейших |
| -------------------------------------------------- | ------------------------- | -------------------------------------------------------------- | -------------------------------------- |
| 1 млн и больше                                     | 13                        | 40,267,670                                                     | 29.28                                  |
| 100,000-999,999                                    | 64                        | 17,095,196                                                     | 12.43                                  |
| 10,000-99,999                                      | 361                       | 10,877,810                                                     | 7.91                                   |
| 2,500-9,999                                        | 558                       | 2,731,044                                                      | 1.99                                   |
| Менее 2,500                                        | 2,648                     | 1,470,448                                                      | 1.07                                   |
| Сети                                               | 8                         | 65,105,273                                                     | 47.33                                  |